# Herne Bay FC
Herne Bay FC (celým názvem: Herne Bay Football Club) je anglický fotbalový klub, který sídlí ve městě Herne Bay v nemetropolitním hrabství Kent. Založen byl v roce 1886. Od sezóny 2018/19 hraje v Isthmian League South East Division (8. nejvyšší soutěž). Klubové barvy jsou modrá a bílá.
Své domácí zápasy odehrává na stadionu Winch's Field s kapacitou 3 000 diváků.

## Historické názvy
Zdroj: 
- 1886 – Herne Bay FC (Herne Bay Football Club)
- 1913 – zánik
- 1953 – obnovena činnost pod názvem Herne Bay Invicta FC (Herne Bay Invicta Football Club)
- 195? – Herne Bay FC (Herne Bay Football Club)

## Úspěchy v domácích pohárech
Zdroj: 
- FA Cup
  - 4. předkolo: 1970/71, 1986/87
- FA Trophy
  - 2. předkolo: 2015/16
- FA Vase
  - Semifinále: 2011/12

## Umístění v jednotlivých sezonách
Stručný přehled
Zdroj: 
- 1957–1959: Kent Football League (Division One)
- 1959–1964: Aetolian League (Division One)
- 1964–1971: Athenian League (Division Two)
- 1971–1974: Athenian League (Division One)
- 1974–1978: Kent Football League
- 1978–1998: Kent Football League (Division One)
- 1998–2012: Kent Football League (Premier Division)
- 2012–2018: Isthmian League (Division One South)
- 2018– : Isthmian League (South East Division)

Jednotlivé ročníky
Zdroj: 
Legenda: Z - zápasy, V - výhry, R - remízy, P - porážky, VG - vstřelené góly, OG - obdržené góly, +/- - rozdíl skóre, B - body, červené podbarvení - sestup, zelené podbarvení - postup, fialové podbarvení - reorganizace, změna skupiny či soutěže
| Sezóny  | Liga                                    | Úroveň | Z  | V  | R  | P  | VG | OG | +/- | B  | Pozice |
| ------- | --------------------------------------- | ------ | -- | -- | -- | -- | -- | -- | --- | -- | ------ |
| 2009/10 | Kent Football League (Premier Division) | 9      | 30 | 22 | 2  | 6  | 75 | 36 | +39 | 68 | 2.     |
| 2010/11 | Kent Football League (Premier Division) | 9      | 30 | 20 | 8  | 2  | 64 | 30 | +34 | 68 | 2.     |
| 2011/12 | Kent Football League (Premier Division) | 9      | 30 | 21 | 5  | 4  | 73 | 31 | +42 | 58 | 1.     |
| 2012/13 | Isthmian League (Division One South)    | 8      | 42 | 10 | 13 | 19 | 44 | 69 | -25 | 43 | 19.    |
| 2013/14 | Isthmian League (Division One South)    | 8      | 46 | 15 | 9  | 22 | 69 | 72 | -3  | 54 | 18.    |
| 2014/15 | Isthmian League (Division One South)    | 8      | 46 | 20 | 9  | 17 | 62 | 65 | -3  | 69 | 9.     |
| 2015/16 | Isthmian League (Division One South)    | 8      | 46 | 22 | 10 | 14 | 79 | 54 | +25 | 76 | 8.     |
| 2016/17 | Isthmian League (Division One South)    | 8      | 46 | 13 | 12 | 21 | 74 | 98 | -24 | 51 | 17.    |
| 2017/18 | Isthmian League (Division One South)    | 8      | 46 | 21 | 5  | 20 | 81 | 89 | -8  | 68 | 12.    |
| 2018/19 | Isthmian League (South East Division)   | 8      | 38 |    |    |    |    |    |     |    |        |